# Trattinnickia laxiflora
Trattinnickia laxiflora är en tvåhjärtbladig växtart som beskrevs av Swart. Trattinnickia laxiflora ingår i släktet Trattinnickia och familjen Burseraceae. Inga underarter finns listade i Catalogue of Life.